# Оцвайлер
Оцвайлер (нем. Otzweiler) — община в Германии, в земле Рейнланд-Пфальц.
Входит в состав района Бад-Кройцнах. Подчиняется управлению Кирн-Ланд. Население составляет 208 человек (на 31 декабря 2010 года). Занимает площадь 3,11 км².

## Население
В 1864 году в Оцвайлере в 57 домах проживала 71 семья. Большая часть населения деревни была евангелистами.
| 31 декабря 1975 | 31 декабря 2017 | 30 сентября 2019 | 31 декабря 2021 | 31 декабря 2022 | 31 декабря 2023 |
| --------------- | --------------- | ---------------- | --------------- | --------------- | --------------- |
| 272             | ↘193            | ↘191             | ↗198            | ↗200            | ↘196            |